# Wolfgang Haas
Wolfgang Haas (ur. 7 sierpnia 1948 w Vaduz) – liechtensteiński teolog, duchowny rzymskokatolicki, biskup senior Vaduz, pierwszy arcybiskup Vaduz w latach 1997-2023 oraz biskup Chur w latach 1990-1997. 

## Życiorys
Wolfgang Haas urodził się w Vaduz i wraz z rodziną wychowywał się w Mauren, a potem w Schaan, gdzie jego rodzice prowadzili sklep z ceramiką. Jest kuzynem urzędującej premier Liechtensteinu, Brigitte Haas. Zdał maturę w Collegium Marianum w Vaduz. W latach 1968-1974 studiował teologię na Uniwersytecie we Fryburgu i uzyskał tytuł licencjata. 7 kwietnia 1974 otrzymał święcenia kapłańskie w szwajcarskiej diecezji Chur. W latach 1975-1978 ukończył studia podyplomowe z prawa kanonicznego na Papieskim Uniwersytecie Gregoriańskim.

### Biskup Chur
25 marca 1988 został wyznaczony przez Jana Pawła II biskupem koadiutorem Chur, a 22 maja otrzymał święcenia biskupie, a głównym konsekratorem był biskup Chur Johannes Vonderach. Wyznaczenie Haasa przez papieża z pominięciem tradycyjnego udziału kapituły katedralnej w procesie spotkało się z wyraźnym sprzeciwem wiernych i duchownych – przed katedrą zgromadziło się 200 protestujących. Konsekrację zbojkotowało 11 z 24 kanoników katedralnych oraz biskup Bazylei Otto Wüst.
22 maja 1990 po rezygnacji Johannesa Vonderacha został biskupem Chur, a przejęciu władzy w diecezji, towarzyszyły protesty. 17 czerwca w demonstracji przeciwko nominacji Haasa wzięło udział ok. 7 tysięcy wiernych. Diecezja Chur obejmuje siedem szwajcarskich kantonów, w tym Zurych, gdzie w tamtym czasie dominowały liberalne poglądy wśród kleru. Skrajnie konserwatywne podejście nowego biskupa prowadziło do wielu wewnętrznych konfliktów w diecezji. W reakcji na liczne spory Watykan nominował dwóch biskupów pomocniczych w Chur. Otwartą krytykę wobec Haasa wystosowali m.in. biskup Paul Vollmar i wikariusz Martin Kopp.
Wobec silnych sporów wewnętrznych w diecezji Chur, 2 grudnia 1997 Jan Paweł II utworzył archidiecezję Vaduz z części diecezji Chur obejmującej Księstwo Liechtenstein, mianując Wolfganga Haasa jej arcybiskupem. Jego następcą w Chur został biskup Lozanny, Genewy i Fryburga, Amédée Grab.

### Arcybiskup Vaduz
Promocja Wolfganga Haasa i de facto jego przeniesienie do Liechtensteinu również ze sprzeciwem ze strony lokalnych struktur i wiernych w Księstwie. Z inicjatywy dekanatu Vaduz powstała petycja przeciwko utworzeniu diecezji, którą podpisało 8492 wiernych. W głosowaniu w Landtagu 24 z 25 posłów Landtagu zagłosowało przeciwko poparciu wydzielenia diecezji Vaduz, a deputowani nie wzięli udziału w instalacji Haasa. 21 grudnia 1997 miał miejsce ingres, któremu towarzyszyły podwyższone środki bezpieczeństwa i marsz protestacyjny, w którym wzięło udział ok. 1000 mieszkańców. Sprzeciw wiernych wyraził się również w utworzeniu pierwszej grupy reformistycznej w Księstwie – Verein für eine offene Kirche. Również książę Jan Adam II wszedł w konflikt z Haasem, który zapowiedział, że będzie chciał wprowadzenia nowego konkordatu, czemu wyraźnie sprzeciwił się monarcha, mówiąc o całkowitym rozdziale Kościoła od państwa. Jednocześnie jednak Jan Adam II pozostał neutralny wobec nominacji Haasa i wziął udział w jego ingresie.
W 2011 doszło do załamania relacji pomiędzy arcybiskupem a władzami świeckimi Księstwa, kiedy Haas odmówił udziału w tradycyjnej mszy z okazji Święta Narodowego organizowanej na błoniach zamku Vaduz wraz z rodziną książęcą. Za przyczynę podał rozpoczęcie w Landtagu prac legislacyjnych nad zmianami prawa w zakresie legalizacji związków partnerskich (w związku z referendum, w którym 68,8% głosujących poparła inicjatywę), prawa aborcyjnego i sytuacji prawnej Kościoła w państwie.
W 2021 roku ogłosił, że nie weźmie udziału w Synodzie Biskupów organizowanym przez Franciszka, za co został szeroko skrytykowany w państwie. Zostało to odebrane jako sprzeciwienie się wizji Franciszka, według którego w proces synodalny zaangażowani powinni być wierni. Arcybiskup odrzucał jednak wizję dialogu, mówiąc, że jego zadaniem jako biskupa jest słuchanie, a nie „prowadzenie dyskusji i wielkich debat”.
Haas wyraźnie krytykował legalizacje małżeństw jednopłciowych i poszerzanie praw społeczności LGBT. W 2022 odmówił wzięcia udziału w kolacji z burmistrzem Schaan, Danielem Hilti, argumentując to organizacją w tym mieście marszu równości, z kolei w ramach swojego sprzeciwu wobec rozpoczęcia prac nad legalizacją małżeństw homoseksualnych nie odprawił tradycyjnej mszy świętej z okazji inauguracji prac Landtagu na pierwszym posiedzeniu w 2023.
W czasie posługi w Vaduz Haas był krytykowany za skrajnie konserwatywne poglądy określane często jako „przedsoborowe”, w szczególności za podejście do dialogu i udziału wiernych w tworzeniu Kościoła oraz sprzeciwianie się poszerzaniu praw społeczności LGBT, liberalizacji prawa aborcyjnego i ograniczaniu wpływów Kościoła w Księstwie. Wyraźny sprzeciw budził również sposób w jaki zarządzał diecezją określany jako „dyktatorski” oraz kontrowersyjne decyzje personalne. Wskazywano na przyjmowanie przez niego do diecezji księży z wielu różnych krajów, często skonfliktowanych z Kościołem.
20 września 2023 papież Franciszek przyjął jego rezygnację z funkcji biskupa diecezjalnego w związku z osiągnięciem 75 roku życia i wyznaczył biskupa Feldkirch, Benno Elbsa na administratora apostolskiego sede vacante et ad nutum. Po odejściu Haasa pojawiły się spekulacje o rozwiązaniu archidiecezji i jej wcieleniu do jednej z sąsiednich diecezji, jednak arcybiskup Paul Gallagher, sekretarz ds. relacji z państwami w Sekretariacie Stanu Stolicy Apostolskiej, stwierdził, że będzie ona dalej funkcjonować, a poparcie dla niezależności Vaduz wyraził również książę Alojzy.